# مسائل عبد الله بن سلام

بداية الترجمة اللاتينية في مخطوطة من القرن الثاني عشر

مسائل عبد الله بن سلام والمعروفة أيضًا باسم كتاب الألف سؤال من بين عناوين أخرى، هي رسالة عربية عن الإسلام في شكل إجابات من النبي محمد على الأسئلة التي طرحها المحقق اليهودي عبد الله بن سلام. وقد يكون العمل منحولًا ، حيث لا تُنسب الأسئلة أو الإجابات إلى المذكورين على نحو يقين.
أُلِّف كتاب المسائل في الأصل في القرن العاشر، وتٌرجِم على نطاق واسع، ويعتبر اليوم جزءًا من الأدب العالمي. ظهرت نسخة لاتينية في القرن الثاني عشر ونسخة فارسية حديثة [الإنجليزية] في القرن السادس عشر. ومن اللاتينية تُرجمت إلى الهولندية والفرنسية والألمانية والإيطالية والبرتغالية؛ ومن الفارسية إلى الأردية والماليزية والتاميلية. ومن اللغة العربية، تُرجِمَت إلى اللغات البوجينية، والجاوية، والسوندية، والإنجليزية .

## الملخص
تتكون المسائل من سلسلة من الأسئلة والأجوبة ضمن إطار قصة خيالية.

نسخة من القرن السادس عشر من الطبعة اللاتينية، مع مساحة لحرف أولي كبير لم يُضف أبدًا

أرسل محمد رسالة إلى يهود خيبر يطلب منهم الإسلام . فأرسلوا اليهودي عبد الله بن سلام ليتأكدوا من أن محمدًا نبي حقًّا.  وفي المدينة المنورة، يتلقى محمد تحذيرًا مسبقًا من اقتراب عبد الله وأصحابه الثلاثة من الملاك جبريل. فأرسل رجل ثقة وهو علي للقائهم والترحيب بهم بأسمائهم. وقد أذهلهم علمه المسبق بهم وبأسمائهم.
يعلن عبد الله لمحمد عن هدفه: «أن يسألك عن تفسير الأمور التي ليست واضحة لنا من شريعتنا». واقتناعًا منه بصدقهم، سمح محمد لليهود بطرح أي عدد من الأسئلة يريدونه، وعندها قدم عبد الله «مائة سؤال رئيس إعجازي اختارهم بعناية». إن العدد الدقيق للأسئلة المطروحة غير واضح، حيث من الواضح إن بعضها كان أسئلة متابعة على السؤال الأساسي.
إن المسائل عمل متشعب. والأسئلة التي طرحها عبد الله تتراوح عبر مجالات مختلفة تتجاوز علم اللاهوت. السؤال الأول هو: هل أنت نبي أم رسول؟ فيجيب محمد بأنه كلاهما. عندما سُئل محمد عن الأنبياء السابقين، قال إنهم جميعًا أعلنوا نفس الشريعة والإيمان. الإيمان الحقيقي مطلوب للدخول إلى الجنة. ويشير إلى الوحي المكتوب الذي تلقاه من الله، القرآن ، باسم الفرقان لأنه جاء إليه على أجزاء، على عكس التوراة والزبور والأناجيل، التي نزلت على موسى وداود وعيسى في وقت واحد على التوالي.
تتعلق الأسئلة اللاهوتية اللاحقة بالتوراة، وخلق آدم وحواء، وطبيعة الجنة والجحيم (بما في ذلك مستوياتهما الخاصة)، والملائكة ويوم القيامة. هناك تبادل للآراء حول أهمية الأرقام في اليهودية [الإنجليزية] من 1 إلى 100. وتشمل الموضوعات الأخرى القانون والطب والجغرافيا . يستشهد محمد بالقرآن الكريم سبعة عشر مرة لدعم إجاباته. يختبره عبد الله بالألغاز [الإنجليزية]. غالبًا ما تكون هذه الأسئلة من الكتاب المقدس، على سبيل المثال: «ما هي الأرض التي رأتها الشمس مرة واحدة، لكنها لن تراها مرة أخرى إلى نهاية الزمان؟» والإجابة هي «قاع بحر القلزم»، ويقصد عبد الله بأن البحر انشق لموسى فتعرَّضت للشمس من قبل.
وتذكر المسائل أن محمدًا يقول إن القدس هي مركز العالم. في الجنة، لن يأكل المباركون لحم الخنزير، وستكون لهم خمور، لأنه «إذا كان هناك أي نوع من المتعة مفقودًا، فلن يكتمل النعيم».  السؤال الأخير الذي طرحه عبد الله هو: «ماذا سيحدث للموت؟» يجيب محمد بأن «الموت سيتحول إلى كبش»، وأن «أهل الجنة، خوفًا من الموت، سيخططون لتدميره؛ وأهل النار، على أمل الموت، سيرغبون في بقائه» وأن الكبش (الموت) سيُقتل في المعركة التالية بين الجنة والجحيم. بعد ذلك يعلن عبد الله إسلامه ويتلو الشهادة.

## التاريخ النصي

### النص العربي

نسخة من النص العربي تعود للقرن الخامس عشر

من المحتمل أن يكون كتاب المسائل قد كُتب في القرن العاشر. على الرغم من أن عبد الله كان يهوديًا حقيقيًّا في التاريخ وقد اعتنق الإسلام منذ زمن محمد، فإن كتاب المسائل هو عمل غير موثوق تاريخيًّا، أو على الأقل بعض أجزائه، لأنه تطور متأخر لحديث متداول عن عبد الله، ولربما التناقل الشفهي قد ضخّم أجزاءً منه، وبالتالي فهو ليس سجلًا أصيلًا للمناقشات الفعلية. ربما أيضًا يشتق هذا النص من مصادر يهودية، وربما يكون قد ألفه يهودي منشق اعتنق الإسلام.
يرجع أقدم ذكر للمسائل إلى عام 963، وقد وُجدَت في ترجمة البلعمي الفارسية لكتاب "حوليات الرسل والملوك " للطبري. انتشر كتاب المسائل بالعربية بوصفه عملًا مستقلًّا، ولكنه أُدرِج أيضًا في مُصنف لؤلؤة العجائب (خريدة العجائب؟) لابن الوردي. يرجع تاريخ أقدم مخطوطة مستقلة إلى القرن الخامس عشر، في حين أن أقدم نسخة من كتاب اللؤلؤة (الخريدة؟) تعود إلى القرن السادس عشر. ظهرت أول نسخة مطبوعة من كتاب المسائل في القاهرة سنة 1867م. وقد طبع ناثان ديفيد [الإنجليزية] أول ترجمة إنجليزية من اللغة العربية في عام 1847 بعنوان «كشف الأخطاء: أو حوار بين النبي العربي ويهودي». 

### التقاليد الغربية
قبل النصوص العربية الباقية، توجد ترجمة لاتينية أجراها هيرمان الكارثني في عام 1143. وقد بقيت هذه الترجمة في مخطوطة واحدة من القرن الثاني عشر وفي العديد من مخطوطات القرنين الثالث عشر والرابع عشر. وهي تقدم شهادة غير مباشرة على وجود نسخة عربية مبكرة. عُنونَت الترجمة اللاتينية بـ (Liber de doctrina Mahumet)، على يد رئيس الدير بطرس الموقر واعتُبرَت جزءًا من مجموعة من الترجمات الإسلامية للعلماء المسيحيين التي عٌرفَت بجسم كلونياك [الإنجليزية]، والتي تتضمن أيضًا ترجمة لاتينية للقرآن. طُبعت النسخة اللاتينية لأول مرة مُضمنةً في جسم كلونياك [الإنجليزية] في عام 1543. ثم تُرجمت لاحقًا إلى الهولندية (طُبعت عام 1658)، والفرنسية (طُبعت عام 1625)، والألمانية (طُبعت عام 1540)، والإيطالية والبرتغالية.
في وصف جزر الملوك استنادًا إلى رحلة عام 1598 التي قام بها جيكوب كورنيلزن فان نيك [الإنجليزية] وويبراند فان وروك ، يُستشهد بكتاب (Liber de doctrina Mahumet) للمساعدة في فهم العادات الإسلامية. وهكذا، وبفضل النسخة اللاتينية، تمكن المسيحيون من بحر الشمال والمسلمون من بحر باندا من الاستفادة من نفس النص لفهم أساسي للإسلام في العصر الحديث المبكر.

### التقاليد الشرقية
وفي جنوب الهند، تُرجم كتاب المسائل من العربية إلى اللغة الفارسية بحلول القرن السادس عشر. يوجد العديد من الإضافات الموجودة في النص الفارسي. كان أول ما عُرف به هذا الكتاب باللغة الفارسية هو كتاب الألف سؤال وأيضًا كتاب الثمانية والعشرين سؤالًا. وقد تُرجم إلى اللغة الأردية تحت عنوان "هزار ماسالا" (ألف سؤال) و "عقيدة ناما" وكان شائعًا في القرن التاسع عشر. هناك أيضًا نسخة تاميلية (بعنوان: Āyira Macalā)، والتي ترجمها فاناباريمابولافار، ونشرت في حفل في بلاط مادواري ناياك في عام 1572. وقد استند هذا الكتاب إلى نسخة فارسية وهو أقدم عمل إسلامي باللغة التاميلية بقي كاملًا.
في الأرخبيل الإندونيسي ، تُرجم كتاب المسائل إلى اللغات البوجينية، والجاوية، والماليزية، والسوندية. ويبدو أن كتاب المسائل العربي وصل إلى جاوة بحلول عام 1711. وقد تُرجم إلى اللغة الجاوية في أواخر القرن السابع عشر أو أوائل القرن الثامن عشر، ربما من اللغة العربية. عنوانه الجاوي هو صمود. وكما هو الحال في بعض الإصدارات العربية اللاحقة، فإنه يذكر عدد الأسئلة بـ 1404. أما النسخة الملايوية فقد تُرجمَت من الفارسية. وهو معروف من أكثر من ثلاثين مخطوطة ويُعرف باختلافات عنوانه "سيريبو ماسالا" ("ألف سؤال"). رأى فرانسو فالنتين [الإنجليزية] نسخة منها في جزيرة أمبون عام 1726. 

## الاستقبال
في أوروبا الغربية، كان يُنظر إليه باعتباره مٌكملًا للقرآن أو تعليقًا عليه. وكان يُنظر إليه عمومًا على أنه نص موثوق به يأتي في المرتبة الثانية بعد القرآن الكريم. على الرغم من أن العمل نُسِخ واقتُبس على نطاق واسع باللغة العربية، إلا أنه لم يكن نصًا يحظى بتقدير كبير بين علماء الدين الإسلامي. وفي الهند في القرن العشرين، نصح المصلح أشرف علي تانووي بعدم قراءته. ومع ذلك، فقد أصبح يُنظر إليه باعتباره كتابًا تعليميًا للعقيدة الإسلامية بين بعض المسلمين في جنوب شرق آسيا. وصفه ستيفن واسرستروم بأنه موسوعة صغيرة شهيرة لعلم الكونيات والتسبيح الإسلامي.
وكانت الترجمة اللاتينية مؤثرة في أوروبا. وكانت أحد مصادر الأوروبيين عن الإسلام ومنهم ألونسو دي إسبنيا [الإنجليزية] ، ونقولاس الكوزاني ، ودنيس الكارثوسي [الإنجليزية] ، ولودوفيكو مرتشي ومؤلف كتاب ثيوفراستوس يولد من جديد [الإنجليزية].
اليوم، يُنظر إلى المسائل أحيانًا باعتبارها مثالًا للأدب العالمي.

## الملاحظات
1. 1 2 3  Kritzeck 1964، صفحة 90.
2. ↑  Cecini 2021a، صفحات 318–319.
3. ↑  Kritzeck 1964، صفحة 90. Quotations from the Latin edition.
4. ↑  Kritzeck 1964، صفحة 90 n82, counts 125 questions in the Latin version.
5. 1 2 3 4 5  Cecini 2021a، صفحة 319.
6. ↑  Kritzeck 1964، صفحات 90–91.
7. ↑  Kritzeck 1964، صفحة 91.
8. ↑  Kritzeck 1964، صفحات 91–92.
9. ↑  Cecini 2021a، صفحة 320, based on the Latin edition.
10. ↑  Kritzeck 1964، صفحة 93.
11. ↑  Kritzeck 1964، صفحة 94.
12. ↑  Kritzeck 1964، صفحة 95.
13. ↑  Kritzeck 1964، صفحة 96.
14. ↑  Cecini 2021a، صفحة 318.
15. ↑  Wasserstrom 1995، صفحات 175–178.
16. ↑  Horovitz 1960.
17. ↑  Daiber 1991.
18. 1 2  Ricci 2011، صفحة 35.
19. 1 2 3  Ricci 2011، صفحة 36.
20. ↑  Kritzeck 1964، صفحة 89.
21. ↑  De la Cruz Palma & Ferrero Hernández 2011، صفحة 505.
22. ↑  Cecini 2021a، صفحات 317–318.
23. 1 2  Ricci 2011، صفحة 37.
24. ↑  Ricci 2011، صفحة 38, citing Steenbrink 1993، صفحات 31–33.
25. ↑  De la Cruz Palma & Ferrero Hernández 2011، صفحة 506.
26. ↑  Ricci 2011، صفحات 38–39.
27. ↑  Ricci 2011، صفحة 39, notes that the Persian hazār (thousand) often meant merely "a great number".
28. 1 2 3  Ricci 2011، صفحة 39.
29. 1 2 3  Ricci 2011، صفحة 40.
30. 1 2  De la Cruz Palma & Ferrero Hernández 2011، صفحة 504.
31. ↑  Ricci 2011، صفحات 35–36.
32. ↑  Kritzeck 1964، صفحة 89 n75.
33. ↑  Ricci 2011، صفحة 40–41.
34. ↑  Ricci 2011، صفحات 37–38.
35. ↑  Kritzeck 1964، صفحات 89–90.
36. ↑  Wasserstrom 1995، صفحة 178.
37. ↑  De la Cruz Palma & Ferrero Hernández 2011، صفحات 504–505.
38. ↑  Damrosch 2014، صفحة 10, citing Ricci 2014.

## الفهرس
*Cecini، Ulisse (2021a). "Qurʾan Quotations in the Liber de Doctrina Mahumet". في Cándida Ferrero Hernández؛ John Tolan (المحررون). The Latin Qur'an, 1143–1500: Translation, Transition, Interpretation. De Gruyter. ص. 337–348.
- Cecini، Ulisse، المحرر (2021b). Masāʾil ʿAbdallāh ibn Salām (Doctrina Mahumet): Kritische Edition des arabischen Textes mit Einleitung und Übersetzung. Harrassowitz.
- Colominas Aparicio، Mònica (2018). The Religious Polemics of the Muslims of Late Medieval Christian Iberia Identity and Religious Authority in Mudejar Islam. Brill.
- Daiber, Hans (1991). "Masāʾil wa-adjwiba". In Bosworth, C. E.; van Donzel, E.; Pellat, Ch. (eds.). The Encyclopaedia of Islam, New Edition, Volume VI: Mahk–Mid (بالإنجليزية). Leiden: E. J. Brill. pp. 636–639. ISBN:90-04-08112-7.
- Damrosch، David (2014). "Introduction: World Literature in Theory and Practice". في David Damrosch (المحرر). World Literature in Theory. John Wiley & Sons. ص. 1–12.
- De la Cruz Palma، Óscar؛ Ferrero Hernández، Cándida (2011). "Hermann of Carinthia". في David Thomas؛ Alex Mallett؛ Juan Pedro Monferrer Sala؛ Johannes Pahlitzsch؛ Mark Swanson؛ Herman Teule؛ John Tolan (المحررون). Christian–Muslim Relations: A Bibliographical History. Leiden: Brill. ج. 3 (1050–1200). ص. 497–507.
- Drewes، G. W. J. [بالألمانية] (1986). "Javanese Versions of the 'Questions of ʿAbdallah b. Salam'". Bijdragen tot de Taal-, Land- en Volkenkunde. ج. 142 ع. 2: 325–327. DOI:10.1163/22134379-90003361. JSTOR:27863760.
- Horovitz, Josef (1960). "ʿAbd Allāh b. Salām". In Gibb, H. A. R.; Kramers, J. H.; Lévi-Provençal, E.; Schacht, J.; Lewis, B.; Pellat, Ch. (eds.). The Encyclopaedia of Islam, New Edition, Volume I: A–B (بالإنجليزية). Leiden: E. J. Brill. p. 51. ISBN:90-04-08114-3.
- Kritzeck، James (1964). Peter the Venerable and Islam. Princeton University Press.
- Pijper، Guillaume Frédéric (1924). Het boek der duizend vragen. E. J. Brill.
- Ricci، Ronit (2006). Translating Conversion in South and Southeast Asia: The Islamic Book of One Thousand Questions in Javanese, Tamil and Malay (Doctoral dissertation). University of Michigan.
- Ricci، Ronit (2008). "A Jew on Java, a Model Malay Rabbi and a Tamil Torah Scholar: Representations of Abdullah Ibnu Salam in the Book of One Thousand Questions". Journal of the Royal Asiatic Society. ج. 18 ع. 4: 481–495. DOI:10.1017/S135618630800864X. hdl:1885/31315. S2CID:162585802.
- Ricci، Ronit (2009a). "Conversion to Islam on Java and the Book of One Thousand Questions". Bijdragen tot de Taal-, Land- en Volkenkunde. ج. 165 ع. 1: 8–31. DOI:10.1163/22134379-90003641. JSTOR:43817799.
- Ricci، Ronit (2009b). "Saving Tamil Muslims from the Torments of Hell: Vannapparimalappulavar's Book of One Thousand Questions". في باربرا د. ميتكالف (المحرر). Islam in South Asia in Practice. Princeton University Press. ص. 190–200.
- Ricci، Ronit (2011). Islam Translated: Literature, Conversion, and the Arabic Cosmopolis of South and Southeast Asia. University of Chicago Press.
- Ricci، Ronit (2014). "Islamic Literary Networks in South and Southeast Asia". في David Damrosch (المحرر). World Literature in Theory. John Wiley & Sons. ص. 437–459.
- Steenbrink، Karel A. (1993). Dutch Colonialism and Indonesian Islam: Contacts and Conflicts, 1596–1950. ترجمة: Jan Steenbrink؛ Henry Jansen. Rodopi.
- Wasserstrom، Steven M. (1995). Between Muslim and Jew: The Problem of Symbiosis under Early Islam. Princeton University Press.